# Conraua
Conraua ist eine Gattung der Froschlurche. Früher wurde sie der Familie der Echten Frösche (Ranidae) zugerechnet, heute ist sie die einzige Gattung der Familie Conrauidae. Die Frösche sind in Afrika südlich der Sahara verbreitet.

## Beschreibung
Die Frösche der Gattung Conraua können sehr groß und schwer werden. Der Goliathfrosch  (Conraua goliath) erreicht eine Kopf-Rumpf-Länge von 30 bis 40 Zentimetern und ein Gewicht von mehr als 3 Kilogramm. Er gilt als der größte rezente Frosch der Erde. 
Der Körperbau ist breit, von oben her gesehen abgeplattet. Die Hinterbeine sind wesentlich länger als die vorderen Gliedmaßen. Zwischen den Fingern und Zehen gibt es Schwimmhäute. Die laterale Linie geht bei adulten Tieren verloren. Das Omosternum, der vordere Teil des Brustbeins ist gegabelt. Die Nasalia sind groß und berühren einander.
Die Frösche entwickeln sich durch Metamorphose aus frei lebenden Larven (Kaulquappen), die schnell fließende Gewässer bevorzugen.

## Verbreitung
Die Gattung ist südlich der Sahara im tropischen Westafrika sowie in Äthiopien und Eriträa beheimatet.

## Lebensweise
Die Larven der Gattung Conraua durchleben ein Kaulquappenstadium in den sauerstoffreichen Oberläufen der Flüsse und Bäche, wo sie sich von bestimmten Pflanzen ernähren. Die Weibchen legen mehr als 100 Eier pro Gelege auf Pflanzen am Boden der Fließgewässer.  

## Taxonomie und Systematik
Die Gattung Conraua wurde 1908 von Fritz Nieden erstbeschrieben. Lange Zeit wurde sie in die Familie der Echten Frösche (Ranidae) klassifiziert. Alain Dubois war der Erste, der für diese Gattung innerhalb der Ranidae eine eigene Tribus errichtete, die Conrauini. Diese erhob er 2005 zur Unterfamilie Conrauinae. Im Jahre 2006 wurden die meisten der 14 von Dubois innerhalb der Ranidae eingerichteten Unterfamilien als eigenständige Familien ausgegliedert. Die Conrauinae wurden jedoch von Frost et al. vorerst zusammen mit den nahe verwandten Petropedetinae und den in Indien beheimateten Ranixalinae in eine einzige Familie gestellt, die den Namen Petropedetidae erhielt. Die Ranixalinae erhielten schon bald als Ranixalidae den Rang einer Familie. Wegen der bis heute nicht restlos geklärten Verwandtschaftsverhältnisse zwischen der Gattung Conraua und den anderen Gattungen der Petropedetidae sowie wegen der erheblichen Unterschiede zwischen den beiden Unterfamilien wurden die Conrauinae 2011 von Pyron und Wiens als eigene Familie anerkannt. Sie umfasst die Gattung Conraua mit 8 Arten:
- Conraua alleni (Barbour & Loveridge, 1927)
- Conraua beccarii (Boulenger, 1911)
- Conraua crassipes (Buchholz & Peters, 1875)
- Conraua derooi Hulselmans, 1972
- Conraua goliath (Boulenger, 1906)
- Conraua kamancamarai Neira-Salamea et al., 2022[6]
- Conraua robusta Nieden, 1908
- Conraua sagyimase Neira-Salamea et al., 2021[7]